# Roza Chanina
Roza Iegorovna Chanina (em russo:  Ро́за Его́ровна Ша́нина; Edma, 3 de abril de 1924 — próximo de Nowo-Bobruisk, 28 de janeiro de 1945) foi uma franco-atiradora soviética durante a Segunda Guerra Mundial, creditada com 59 mortes confirmadas, incluindo 12 atiradores inimigos durante a Batalha de Vilnius. Chanina se ofereceu para o serviço militar após a morte de seu irmão em 1941 e optou por atuar na linha de frente. Elogiada por sua precisão de tiro, foi capaz de acertar com exatidão o pessoal inimigo e fazer duplas (dois acertos de alvo por dois tiros disparados em rápida sucessão).
Em 1944, um jornal canadense a descreveu como "o terror invisível da Prússia Oriental". Ela se tornou a primeira mulher em serviço da 3.ª Frente Bielorrussa a receber a Ordem da Glória. Chanina foi morta em combate durante a Ofensiva da Prússia Oriental enquanto protegia o comandante gravemente ferido de uma unidade de artilharia. A bravura de Chanina recebeu elogios já durante sua vida, mas entrou em conflito com a política soviética de poupar atiradores de batalhas pesadas. Seu diário de combate foi publicado pela primeira vez em 1965.
Em seu diário, ela relata o cotidiano do front militar a partir de seu olhar, abordando aspectos como relações, sexualidades e violências.

## Biografia

### Primeiros anos
Roza Chanina nasceu em 3 de abril de 1924 no vilarejo russo de Edma, no Oblast de Arcangel, filha de Anna Alexeyevna Chanina, uma leiteira Kolkhoz, e Georgiy (Yegor) Mikhailovich Shanin, um madeireiro que havia sido incapacitado por um ferimento recebido durante a Primeira Guerra Mundial Roza recebeu o nome da revolucionária marxista Rosa Luxemburgo e tinha seis irmãos: uma irmã Yuliya e cinco irmãos: Mikhail, Fyodor, Sergei, Pavel e Marat. Os Shanins também criaram três órfãos. Roza tinha altura acima da média, cabelo castanho claro e olhos azuis, e falava em um dialeto russo do norte. Depois de terminar quatro classes do ensino fundamental em Edma, Chanina continuou seus estudos na aldeia de Bereznik. Como não havia transporte escolar na época, da quinta à sétima séries, teve que caminhar 13 quilômetros até Bereznik para frequentar o ensino médio. Aos sábados, Chanina ia novamente a Bereznik para cuidar de sua tia doente Agnia Borisova.
Na idade de quatorze anos, Chanina, contra a vontade de seus pais, caminhou 200 quilômetros através da taiga para a estação ferroviária e viajou para Arcangel para estudar na faculdade lá. Chanina saiu de casa com pouco dinheiro e quase sem posses — e antes de se mudar para o dormitório da faculdade, ela morava com seu irmão mais velho Fyodor. Mais tarde, em seu diário de combate, Chanina se lembraria do estádio Dinamo de Arcangel e dos cinemas, Ars e Pobeda. A amiga de Chanina, Anna Samsonova, lembrou que Roza às vezes voltava da estada com seus amigos no distrito de Ustyansky para o dormitório da faculdade entre 2hs e 3hs. Como as portas estavam trancadas naquele momento, os outros alunos amarraram vários lençóis para ajudar Roza a subir em seu quarto. Em 1938, Chanina tornou-se membro do movimento jovem soviético Komsomol.
Dois anos depois, os institutos de ensino médio soviéticos introduziram taxas de matrícula e o fundo de bolsas foi cortado. Chanina recebeu pouco apoio financeiro de casa e em 11 de setembro de 1941, ela conseguiu um emprego no jardim de infância N.º 2 (recentemente conhecido como Beryozka) em Arcangel, com o qual ela recebeu um apartamento grátis. Ela estudava à noite e trabalhava no jardim de infância durante o dia. As crianças gostavam de Chanina e seus pais a apreciavam. Chanina se formou na faculdade no ano acadêmico de 1941-1942.

### Carreira
Os dois irmãos mais velhos de Chanina se ofereceram para o serviço militar. Em dezembro de 1941, foi recebida uma notificação de óbito do seu irmão Mikhail, de 19 anos, que havia morrido durante o Cerco a Leninegrado. Em resposta, Chanina foi ao comissariado militar pedir permissão para servir. Mais dois irmãos de Chanina morreram na guerra. Naquela época, a União Soviética havia começado a implantar atiradoras de elite porque elas tinham membros flexíveis e acreditava-se que eram pacientes, cuidadosas e astutas. Em fevereiro de 1942, mulheres soviéticas entre as idades de 16 e 45 se tornaram elegíveis para o alistamento militar, mas Chanina não foi convocada naquele mês, pois o comissariado militar local queria poupá-la do alistamento. Ela primeiro aprendeu a atirar em um campo de tiro. Em 22 de junho de 1943, enquanto ainda vivia no dormitório, Chanina foi aceita no programa Vsevobuch de treinamento militar universal. Após várias aplicações de Chanina, o comissariado militar finalmente permitiu que ela se matriculasse na Escola Central de Treinamento de Sniper Feminina, onde ela conheceu Aleksandra "Sasha" Yekimova e Kaleriya "Kalya" Petrova, que se tornaram suas amigas mais próximas, com Chanina as chamando de "as três mendigas". Bastante afiada, Chanina pontuou muito em treinamento e se formou na academia com honras. Ela foi convidada a ficar como instrutora lá, mas recusou devido a uma chamada do dever. Em 1941-1945, um total de 2.484 atiradoras soviéticas foram destacadas para a guerra e sua contagem combinada de mortes é estimada em pelo menos 11.280.

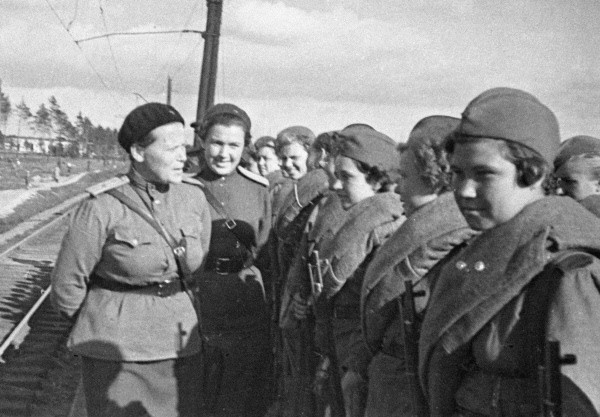
Major Ekaterina Nikiforova falando para alunos da escola de atiradores de elite, em 1º de abril de 1943

Após a importante vitória na Batalha de Stalingrado, os soviéticos montaram contraofensivas em todo o país e Chanina em 2 de abril de 1944 juntou-se à 184.ª Divisão de Fuzileiros, onde um pelotão de atiradores de elite separado foi formado. Chanina foi nomeada comandante desse pelotão. Três dias depois, a sudeste de Vitebsk, Chanina matou seu primeiro soldado alemão. Nas próprias palavras de Chanina, registradas por um autor anônimo, suas pernas cederam após aquele primeiro encontro e ela deslizou para dentro da trincheira, dizendo: "Eu matei um homem". Preocupadas, as outras mulheres correram dizendo: "Aquele foi um fascista que você destruiu!". Sete meses depois, Chanina escreveu em seu diário que agora estava matando o inimigo a sangue frio e via o significado de sua vida em suas ações. Ela escreveu que se tivesse que fazer tudo de novo, ela ainda se esforçaria para entrar na academia de atiradores e ir para a frente novamente.
Por suas ações na batalha pela vila de Kozyi Gory (Oblast de Smolensk), Chanina foi premiada com sua primeira condecoração militar, a Ordem da Glória de 3.ª Classe, em 18 de abril de 1944. Ela se tornou a primeira mulher em serviço na 3ª Frente Bielorrussa a receber aquela condecoração. De acordo com o relatório do Major Degtyarev (o comandante do 1138.º Regimento de Fuzileiros), entre 6 e 11 de abril Chanina matou 13 soldados inimigos enquanto era submetida a fogo de artilharia e metralhadora. Em maio de 1944, sua contagem de franco-atiradores aumentou para 17 mortes confirmadas de inimigos, e Chanina foi elogiada como uma guerreira precisa e corajosa. No mesmo ano, em 9 de junho, o retrato de Chanina foi destaque na primeira página do jornal soviético Unichtozhim Vraga.
Quando a Operação Bagration começou na região de Vitebsk em 22 de junho de 1944, foi decidido que as atiradoras seriam retiradas. Elas continuaram voluntariamente a apoiar o avanço da infantaria de qualquer maneira, e apesar da política soviética de poupar atiradores, Chanina pediu para ser enviada para a linha de frente. Embora seu pedido tenha sido recusado, ela foi mesmo assim. Chanina foi posteriormente sancionada por ir para a linha de frente sem permissão, mas não enfrentou uma corte marcial. Ela queria ser incorporada a um batalhão ou a uma companhia de reconhecimento, recorrendo ao comandante do 5.º Exército, Nikolai Krylov. Chanina também escreveu duas vezes a Josef Stalin com o mesmo pedido.
De 26 a 28 de junho de 1944, Chanina participou da eliminação das tropas alemãs cercadas perto de Vitebsk durante a Ofensiva Vitebsk-Orsha. Enquanto o exército soviético avançava mais para o oeste, de 8 a 13 de julho do mesmo ano, Chanina e suas irmãs de armas participaram da batalha por Vilnius, que estava sob ocupação alemã desde 24 de junho de 1941. Os alemães foram finalmente expulsos de Vilnius em 13 de julho de 1944. Durante as ofensivas de verão soviéticas daquele ano, Chanina conseguiu capturar três alemães.
Durante um período, ela rastejou por uma trincheira de comunicações lamacenta todos os dias ao amanhecer para um fosso especialmente camuflado que dominava o território controlado pela Alemanha. Ela escreveu: "o requisito incondicional — enganar o inimigo e matá-lo — tornou-se uma lei irrevogável da minha caça". Chanina usou com sucesso táticas de contra-atirador em desfavor de um atirador alemão escondido em uma árvore, esperando até o anoitecer, quando o espaço entre os galhos da árvore seria iluminado por trás pela luz do sol e o ninho do atirador se tornasse visível. Em uma ocasião, Chanina também fez uso de fogo seletivo de uma submetralhadora.

### Diário
Chanina gostava de escrever e costumava enviar cartas para sua aldeia natal e para seus amigos em Arcangel. Ela começou a escrever um diário de combate. Embora os diários fossem estritamente proibidos nas forças armadas soviéticas, havia algumas exceções furtivas, como The Front Diary de Izrael Kukuyev e The Chronicle of War of Muzagit Hayrutdinov. Para preservar o segredo militar, Chanina chamou os mortos e feridos de "negros" e "vermelhos", respectivamente, em seu diário. Chanina manteve o diário de 6 de outubro de 1944 a 24 de janeiro de 1945.
Após a morte de Chanina, o diário, consistindo em três cadernos grossos, foi mantido pelo correspondente de guerra Pyotr Molchanov por vinte anos em Kiev. Uma versão resumida foi publicada na revista Yunost em 1965, e o diário foi transferido para o Museu Regional do Oblast de Arcangel. Várias cartas de Chanina e alguns dados de seu registro de atiradores também foram publicados.

### Prússia Oriental
Em agosto de 1944, o avanço das tropas soviéticas havia alcançado a fronteira soviética com a Prússia Oriental e em 31 de agosto daquele ano a contagem de batalha de Chanina atingiu 42 mortes. No mês seguinte, o rio Šešupė foi cruzado. A 184ª Divisão de Rifles de Chanina se tornou a primeira unidade soviética a entrar na Prússia Oriental. Naquela época, dois jornais canadenses, o Ottawa Citizen e o Leader-Post, relataram que, de acordo com um despacho oficial da frente do rio Šešupė, Chanina matou cinco alemães em um dia enquanto se agachava em um esconderijo de atirador. Mais tarde, em setembro, sua contagem de franco-atiradores atingiu 46 mortes, das quais 15 foram feitas em solo alemão e sete durante uma ofensiva. Em 17 de setembro, Unichtozhim Vraga creditou a Chanina 51 mortes. No terceiro trimestre de 1944, Chanina obteve uma licença curta e visitou Arcangel. Ela voltou à frente em 17 de outubro por um dia, e mais tarde recebeu um certificado de honra do Comitê Central do Komsomol. Em 16 de setembro de 1944, Chanina foi premiada com sua segunda distinção militar, a Ordem da Glória de 2.ª Classe por intrepidez e bravura exibida em várias batalhas contra os alemães naquele ano.

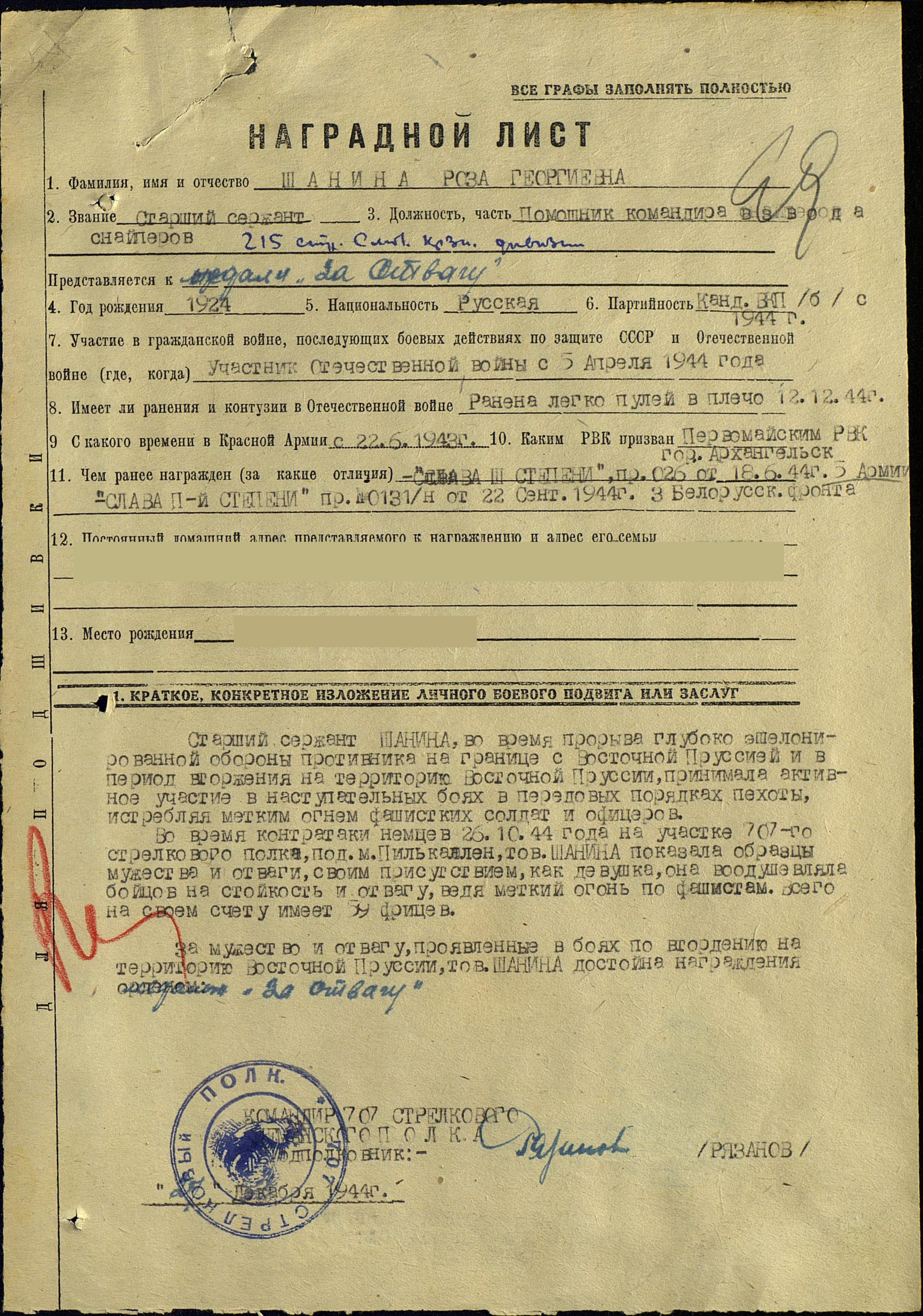
Lista Comenda da Roza Chanina para ela Medalha de Coragem

Em 26 de outubro de 1944, Chanina se tornou elegível para a 1.ª Classe da Ordem da Glória por suas ações em uma batalha perto de Schlossberg (agora Dobrovolsk), mas finalmente recebeu a Medalha "Pela Coragem" — ela foi uma das primeiras atiradoras a receber essa honraria. Chanina recebeu a medalha em 27 de dezembro pela postura galante exibida durante uma contraofensiva alemã em 26 de outubro. Lá Chanina lutou junto com o capitão Igor Aseyev, um herói da União Soviética, e testemunhou sua morte em 26 de outubro. Chanina, que servia como comandante assistente de pelotão, recebeu ordens de enviar as atiradoras para o combate.
Em 12 de dezembro de 1944, um atirador inimigo atirou em Chanina no ombro direito. Ela escreveu em seu diário que não havia sentido dor, "o ombro estava apenas escaldado com algo quente". Embora a lesão, que Chanina descreveu como "dois pequenos orifícios", parecesse pequena para ela, ela precisava de uma operação e ficou incapacitada por vários dias. Ela relatou em seu diário que no dia anterior teve um sonho profético em que foi ferida exatamente no mesmo lugar.
Em 8 de janeiro de 1945, Nicolai Krylov permitiu formalmente que Chanina participasse do combate na linha de frente, embora com grande relutância: anteriormente, Chanina teve essa permissão negada pelo comandante da 184.ª Divisão de Fuzileiros e pelo conselho militar do 5.º Exército, também. Cinco dias depois, os soviéticos lançaram a Ofensiva da Prússia Oriental, que gerou combates intensos nesse local. Em 15 de janeiro, viajando com a logística da divisão, Chanina chegou à cidade prussiana oriental de Eydtkuhnen (agora Chernyshevskoye), onde usou camuflagem militar branca. Vários dias depois, ela experimentou fogo amigo de um lançador de foguetes Katyusha e escreveu em seu diário: "Agora entendo por que os alemães têm tanto medo de Katyushas. Que incêndio!" Na fronteira da Prússia Oriental, Chanina matou 26 soldados inimigos. A última unidade em que ela serviu foi a 144.ª Divisão de Rifles. De acordo com o Livro da Memória online do Oblast de Arcangel, Chanina serviu no 205.º Batalhão de Fuzileiros Motorizados Especiais dessa divisão. Chanina esperava ir para a universidade depois da guerra ou, se isso não fosse possível, criar órfãos.
No decorrer de sua missão, Chanina foi mencionada em despachos várias vezes. Sua contagem final de atiradores atingiu cinquenta e nove mortes confirmadas (cinquenta e quatro, de acordo com outras fontes), incluindo doze mortes durante a Batalha de Vilnius, com sessenta e dois inimigos eliminados da ação. Internamente, suas conquistas foram reconhecidas principalmente pelo correspondente de guerra Ilya Ehrenburg e no jornal Krasnaya Zvezda, que afirmou que Chanina era uma das melhores atiradoras de sua unidade e que mesmo soldados veteranos eram inferiores a ela em precisão de tiro.
As façanhas de Chanina também foram relatadas na imprensa ocidental, particularmente em jornais canadenses, onde ela foi chamada de "o terror invisível da Prússia Oriental". Ela não deu atenção especial ao renome conquistado e certa vez escreveu que fora superestimada. Em 16 de janeiro de 1945, Chanina escreveu em seu diário de combate: "O que eu realmente fiz? Não mais do que deveria como uma pessoa soviética, tendo se levantado para defender a pátria mãe". Ela também escreveu: "A essência da minha felicidade é lutar pela felicidade dos outros. É estranho, por que será que na gramática a palavra "felicidade" só pode ser singular? Isso vai contra o seu significado, afinal ... Se for preciso morrer para a felicidade comum, então estou preparada para isso".

### Vida pessoal
O correspondente de guerra Pyotr Molchanov, que frequentemente se encontrava com Chanina no front, a descreveu como uma pessoa de vontade incomum com uma natureza genuína e brilhante. Chanina se descreveu como "conversadora ilimitada e imprudente" durante seus anos de faculdade. Ela tipificou sua própria personagem como a do poeta, pintor e escritor romântico Mikhail Lermontov, decidindo, como ele, agir como bem entendesse. Chanina vestia-se com recato e gostava de jogar vôlei. De acordo com a irmã de armas de Chanina, Lidiya Vdovina, Roza costumava cantar sua canção de guerra favorita "Oy tumany moi, rastumany" ("O My Mists") sempre que limpava sua arma.
Chanina tinha um caráter direto e valorizava a coragem e a ausência de egoísmo nas pessoas. Certa vez, ela contou uma história quando "cerca de meia centena de fascistas frenéticos com gritos selvagens" atacaram uma trincheira que acomodava doze atiradoras, incluindo Chanina: "Alguns caíram de nossas balas certeiras, outros acabámos com nossas baionetas, granadas, pás e alguns nós fizemos prisioneiros, tendo os braços contidos".
A vida pessoal de Chanina foi prejudicada pela guerra. Em 10 de outubro de 1944, ela escreveu em seu diário: "Não posso aceitar que Misha Panarin não viva mais. Que cara legal! [Ele] foi morto ... Ele me amava, eu sei, e também Eu ... Meu coração está pesado, tenho vinte anos, mas não tenho amigo íntimo [homem]". Em novembro de 1944, Chanina escreveu que "está açoitando em sua cabeça que ama" um homem chamado Nikolai, embora ele "não brilhe na criação e educação". Na mesma entrada, ela escreveu que não pensava em casamento porque "não é a hora agora". Posteriormente, ela escreveu que "acabou" com Nikolai e "escreveu-lhe uma nota no sentido de 'mas sou dada a um e não amarei outro'". Em última análise, em seu último registro de diário, cheio de tons sombrios, Chanina escreveu que "não pode encontrar consolo" agora e "não tem utilidade para ninguém".

### Morte
Por causa da Ofensiva da Prússia Oriental, os alemães tentaram fortalecer as localidades que controlavam contra todas as probabilidades. Em uma entrada de diário datada de 16 de janeiro de 1945, Chanina escreveu que, apesar de seu desejo de estar em um lugar mais seguro, alguma força desconhecida a estava atraindo para a linha de frente. Na mesma entrada, ela escreveu que não tinha medo e que até concordou em ir "para um combate corpo a corpo". No dia seguinte, Chanina escreveu em uma carta que ela poderia estar à beira de ser morta porque seu batalhão havia perdido 72 de 78 pessoas. Seu último registro de diário relata que o fogo alemão havia se tornado tão intenso que as tropas soviéticas, incluindo ela, se abrigaram dentro de canhões autopropulsados.
Em 27 de janeiro, Chanina foi gravemente ferida e, mais tarde, encontrada por dois soldados estripada, com o peito aberto por um fragmento de bala. Apesar das tentativas de salvá-la, Chanina morreu no dia seguinte perto da propriedade Richau (mais tarde um assentamento soviético de Telmanovka), 3 quilômetros a noroeste da aldeia prussiana oriental de Ilmsdorf. A enfermeira Yekaterina Radkina se lembrou de Chanina dizendo que ela se arrependia de ter feito tão pouco.
No dia da morte de Chanina, os soviéticos haviam conquistado várias das principais localidades da Prússia Oriental, incluindo Tilsit, Insterburg e Pillau, e se aproximado de Königsberg. Relembrando o momento em que a mãe de Chanina recebeu a notificação da morte de sua filha, seu irmão Marat escreveu: "Eu me lembrava claramente dos olhos da mãe. Eles não estavam mais marejados. ... 'Isso é tudo' — ela repetiu". Chanina foi enterrada sob uma grande pereira na margem do rio Alle — agora chamada de Lava — e mais tarde foi reenterrada no assentamento de Wehlau.

## Homenagens póstumas
Em 1964-1965, um interesse renovado por Chanina surgiu na imprensa soviética, principalmente devido à publicação de seu diário. O jornal Severny Komsomolets pediu aos contemporâneos de Chanina que escrevessem o que sabiam sobre ela. As ruas de Arcangel, Shangaly e Stroyevskoye foram nomeadas em sua homenagem, e a vila de Yedma tem um museu dedicado a Chanina. A escola local onde ela estudou em 1931–35 tem uma placa comemorativa. Em Arcangel, competições regulares de tiro foram organizadas entre membros da organização esportiva paramilitar DOSAAF para o Prêmio Roza Chanina, enquanto Novodvinsk organizou um campeonato aberto de tiro em sua memória. A vila de Malinovka no distrito de Ustyansky começou a realizar corridas anuais de esqui cross-country para o Prêmio Roza Chanina.
Em 1985, o Conselho de Veteranos da Academia Russa de Atiradoras Centrais Femininas solicitou, sem sucesso, ao Soviete Supremo da União Soviética que concedesse postumamente a 1.ª Classe da Ordem da Glória a Chanina (o que a tornaria uma Cavaleira Plena dessa ordem). No mesmo ano, o autor russo Nikolai Zhuravlyov publicou o livro Posle boya vernulas (Retornado após a batalha). O título refere-se às palavras de Chanina, "Voltarei após a batalha", que ela pronunciou após receber uma nota do comandante de seu batalhão pedindo-lhe que voltasse para a retaguarda imediatamente. Versos foram compostos sobre Chanina, como os do escritor Nikolai Nabitovich. Uma pequena estela memorial dedicada a Chanina (parte de um monumento de três peças) foi erguida no assentamento Bogdanovsky, distrito de Ustyansky.
Em 2000, o nome de Chanina apareceu na pedra do memorial de guerra da Universidade Tecnológica do Estado da Sibéria, embora não haja evidências de que ela teve qualquer afiliação com ele durante sua vida. O autor russo Viktor Logvinov escreveu de forma polêmica na década de 1970 que Chanina havia estudado no Instituto Florestal da Sibéria e que era filha de um "velho comunista de Krasnoyarsk". A afirmação foi continuada por publicações de Krasnoyarsk em anos posteriores, particularmente em 2005. Em 2013, uma parede de memória, com retratos de graffiti de seis homenageados da guerra russos, incluindo Roza Chanina, foi inaugurada em Arcangel.